# Historie
Historie (ヒストリエ?) es un manga de  ficción histórica creado por Hitoshi Iwaaki, que trata la vida de Eumenes de Cardia, un secretario y general de Alejandro Magno. La primera parte de la obra, que fue completada en enero de 2008, ha sido serializada en la revista manga Afternoon de la editorial Kōdansha desde 2003, y su segunda parte hasta junio de 2024, y complilada en 12 volúmenes tankobon.
Su autor ha sido condecorado con el Gran Premio en la 16.ª edición del Premio Cultural Tezuka Osamu.

## Sinopsis
Ambientada en la antigua Grecia, a mediados de los años 300 a. C., es un relato ficticio de la vida de Eumenes, secretario personal y general de Alejandro Magno. La trama sigue su agitada vida, desde la infancia hasta la edad adulta. Al crecer en una familia rica en la ciudad-estado de Cardia, Eumenes es incriminado por la muerte de su padre adoptivo y convertido en esclavo; pero finalmente, puede escapar y sobrevivir. Poco después, comienza un largo viaje, haciéndose un nombre y ganando reconocimiento en el campo de batalla, en su primera guerra en Paflagonia; debido a su conocimiento, ingenio rápido y destreza estratégica.

## Manga
Historie es publicado por Kōdansha en la revista Afternoon. Desde junio de 2024, se han hecho 107 capítulos catalogados en 12 volúmenes tankobon.
| # | Fecha de lanzamiento | ISBN                       |
| --- | --- | -------------------------- |
| 1 | 22 de octubre de 2004 | ISBN 4-06-363559-7         |
| Lista de capítulos: - 001. The Globe - 002. Hometown Cardia (Part 1) - 003. Hometown Cardia (Part 2) - 004. Hometown Cardia (Part 3) - 005. Library (Part 1) - 006. Library (Part 2) - 007. The Same Deam - 008. The Scythian Way - 009. Physical Training                                                                                                 | Lista de capítulos: - 001. The Globe - 002. Hometown Cardia (Part 1) - 003. Hometown Cardia (Part 2) - 004. Hometown Cardia (Part 3) - 005. Library (Part 1) - 006. Library (Part 2) - 007. The Same Deam - 008. The Scythian Way - 009. Physical Training                                                                                                 | Cover character: - Eumenes |
| 2 | 22 de octubre de 2004 | ISBN 4-06-314359-7         |
| Lista de capítulos: - 010. Image of Victory - 011. Footsteps - 012. Thrax's War (Part 1) - 013. Thrax's War (Part 2) - 014. Thrax's War (Part 3) - 015. Two Corpses - 016. Testimony - 017. A Different World - 018. Library (Part 3) - 019. Pendant | Lista de capítulos: - 010. Image of Victory - 011. Footsteps - 012. Thrax's War (Part 1) - 013. Thrax's War (Part 2) - 014. Thrax's War (Part 3) - 015. Two Corpses - 016. Testimony - 017. A Different World - 018. Library (Part 3) - 019. Pendant | Cover character: - Eumenes |
| 3 | 22 de noviembre de 2005 | ISBN 4-06-314395-3         |
| Lista de capítulos: - 020. A Buyer Appears - 021. Departure - 022. Antakaios - 023. The Argo - 024. In Paphlagonia (Part 1) - 025. In Paphlagonia (Part 2) - 026. In Paphlagonia (Part 3) - 027. In Paphlagonia (Part 4) - 028. In Paphlagonia (Part 5) - 029. In Paphlagonia (Part 6)                                                                     | Lista de capítulos: - 020. A Buyer Appears - 021. Departure - 022. Antakaios - 023. The Argo - 024. In Paphlagonia (Part 1) - 025. In Paphlagonia (Part 2) - 026. In Paphlagonia (Part 3) - 027. In Paphlagonia (Part 4) - 028. In Paphlagonia (Part 5) - 029. In Paphlagonia (Part 6)                                                                     | Cover character: - Eumenes |
| 4 | 23 de julio de 2007 | ISBN 4-06-314460-7         |
| Lista de capítulos: - 030. In Palphlagonia (Part 7) - 031. In Palphlagonia (Part 8) - 032. In Palphlagonia (Part 9) - 033. In Palphlagonia (Part 10) - 034. In Palphlagonia (Part 11) - 035. In Palphlagonia (Part 12) - 036. Odysseus - 037. Island of Lesbos - Biological Institute - (Part 1) - 038. Island of Lesbos - Biological Institute - (Part 2) | Lista de capítulos: - 030. In Palphlagonia (Part 7) - 031. In Palphlagonia (Part 8) - 032. In Palphlagonia (Part 9) - 033. In Palphlagonia (Part 10) - 034. In Palphlagonia (Part 11) - 035. In Palphlagonia (Part 12) - 036. Odysseus - 037. Island of Lesbos - Biological Institute - (Part 1) - 038. Island of Lesbos - Biological Institute - (Part 2) | Cover character: - Barsine |
| 5 | 23 de febrero de 2009 | ISBN 978-4-06-314549-6     |
| Lista de capítulos: | Lista de capítulos: | Cover character:           |
| 6 | 21 de mayo de 2010 | ISBN 978-4-06-310662-6     |
| Lista de capítulos: | Lista de capítulos: | Cover character:           |
| 7 | 22 de noviembre de 2011 | ISBN 978-4-06-310787-6     |
| Lista de capítulos: | Lista de capítulos: | Cover character:           |
| 8 | 23 de agosto de 2013 | ISBN 978-4-06-387896-7     |
| Lista de capítulos: | Lista de capítulos: | Cover character:           |
| 9 | 22 de mayo de 2015 | ISBN 978-4-06-387913-1     |
| Lista de capítulos: | Lista de capítulos: | Cover character:           |
| 10 | 23 de marzo de 2017 | ISBN 978-4-06-388210-0     |
| Lista de capítulos: | Lista de capítulos: | Cover character:           |
| 11 | 23 de julio de 2019 | ISBN 978-4-06-515648-3     |
| Lista de capítulos: | Lista de capítulos: | Cover character:           |
| 12 | 21 de junio de 2024 | ISBN 978-4-06-535755-2     |
| Lista de capítulos: | Lista de capítulos: | Cover character:           |